# Saison 31 d'Alerte Cobra
Chronologie
Saison 30 Saison 32
Cet article présente le guide des épisodes la trente-et-unième saison de la série télévisée Alerte Cobra.

## Distribution

### Acteurs principaux
- Erdoğan Atalay : Sami Gerçan (inspecteur)
- Tom Beck : Ben Jäger (inspecteur)

### Acteurs récurrents
- Katja Woywood : Kim Krüger (chef de service)
- Daniela Wutte : Susanne König (secrétaire)
- Gottfried Vollmer : Boris Bonrath (brigadier)
- Katrin Heß : Jenny Dorn (brigadier)
- Niels Kurvin : Armand Freund (police scientifique)
- Kerstin Thielemann : Isolde Maria Schrankmann (procureure générale)
- Carina Wiese : Andréa Gerçan (femme de Sami)
- Oliver Pocher : Oliver Sturm

## Diffusion
En Allemagne, la saison a été diffusée du 8 mars 2012 au 19 avril 2012, sur RTL Television.
En France, la saison a été diffusée du 1er octobre 2013 au 9 octobre 2013 sur TMC.

## Épisodes

### Épisode 1:Supersonique
- Allemagne : 8 mars 2012 sur RTL Television
- France : 1er octobre 2013 sur TMC

- Kai Schumann
- Bo Hansen
- Sarah Maria Besgen

### Épisode 2:Le collier de diamants
- Allemagne : 15 mars 2012 sur RTL Television
- France : 2 octobre 2013 sur TMC

- Sven Martinek
- Richard Van Weyden
- Dimitri Bilov

### Épisode 3:Le meilleur ami
- Allemagne : 22 mars 2012 sur RTL Television
- France : 3 octobre 2013 sur TMC

- Steffen Wink
- Eva Habermann
- Michael Rotschopf

### Épisode 4:Enquête dans la jet set
- Allemagne : 29 mars 2012 sur RTL Television
- France : 4 octobre 2013 sur TMC

- Alexander Hauff
- Fiona Erdmann
- Sila Sahin

### Épisode 5:Deux flics en cavale
- Allemagne : 5 avril 2012 sur RTL Television
- France : 7 octobre 2013 sur TMC

- Jean-François Rossé
- Dick Borchardt

### Épisode 6:La double vie de Mélanie
- Allemagne : 12 avril 2012 sur RTL Television
- France : 8 octobre 2013 sur TMC

### Épisode 7:La guerre des chefs
- Allemagne : 19 avril 2012 sur RTL Television
- France : 9 octobre 2013 sur TMC

Sami n'apparaît pas, étant en congé au cours de l'épisode